# Kuno Kruse
Kuno Kruse (* 1953 in Verden) ist ein deutscher Journalist und Autor.

## Leben
Kruse gründete 1977 nach einer Hospitanz bei der französischen Zeitung Libération zusammen mit anderen die tageszeitung (taz) und war dort von 1979 bis 1988 Redakteur. Er wechselte zur Wochenzeitung Die Zeit und war dort neun Jahre Redakteur im Ressort Dossier. Danach arbeitete er beim Spiegel.
Im Jahr 2000 schrieb er die Biographie des Tänzers Sylvin Rubinstein, „Dolores und Imperio“. Zusammen mit dem polnischen Regisseur und Kameramann Marian Czura drehte er über Sylvin Rubinstein den Dokumentarfilm Er tanzte das Leben.
Kruse ist derzeit Reporter beim Stern.
Für seine journalistische Arbeit wurde Kruse mit dem Egon-Erwin-Kisch-Preis, dem Theodor-Wolff-Preis und den Klagenfurter Joseph-Roth-Preis ausgezeichnet.